# Tirmitine
Tirmitine (în arabă تيرمتين) este o comună din provincia Tizi Ouzou, Algeria.
Populația comunei este de 19.027 de locuitori (2008).